# Akbarpur (meteorito)
Akbarpur es un meteorito de condrita H que cayó a la tierra el 18 de abril de 1838 en Uttar Pradesh, India.

## Clasificación
Es una condrita ordinaria que pertenece al tipo petrológico 4, por lo tanto fue asignada al grupo H4.